# Ryōichi Ikegami
Ryōichi Ikegami (池上 遼一?, Ikegami Ryōichi; Takefu, 29 maggio 1944) è un fumettista giapponese.

## Biografia
Comincia la propria carriera nel mondo dei manga come assistente dell'autore Shigeru Mizuki nel 1966. Nel 2001 vince il Shogakukan Manga Award, per il manga Heat. Nel 2005 comincia a lavorare come professore dell'università delle arti di Osaka.
Ikegami ha lavorato in numerose serie manga, come Mai insieme a Kazuya Kudo, Crying Freeman, insieme a Kazuo Koike, oltre che Sanctuary e Heat con Sho Fumimura. Ha anche sceneggiato e disegnato una versione manga dell'Uomo Ragno, chiamata L'Uomo Ragno manga.
Successivamente lavora su Lord, serializzato su Big Comic Superior.

## Opere
Elenco parziale di opere disegnate da Ikegami, precedute dal nome dello sceneggiatore.
- Kazumasa Hirai, Spider-Man (スパイダーマン – Supaidāman), Kōdansha (1970-1971)
- Kazuo Koike, Aiueobōi (Ｉ・餓男), Shōgakukan, (1973-1977)
- Tetsu Kariya, Otoko gumi (男組), Shōgakukan (1974-1979)
- Tetsu Kariya,  Otoko Ōzora (男大空), Shōgakukan (1980-1982)
- Kazuo Koike, Kizuoi-bito (傷追い人), Shōgakukan (1982-1986)
- Kazuya Kudō, Mai (舞), Shōgakukan (1985-1986)
- Kazuo Koike, Crying Freeman (クライングフリーマン - Kuraingu Furīman), Shōgakukan (1986-1988)
- Kazuya Kudō, Nobunaga (信長), Shōgakukan (1986-1990)
- Kazuo Koike, Offered, Shōgakukan (1990-1991)
- Buronson, Sanctuary (サンクチュアリ – Sankuchuari), Shōgakukan (1990-1995)
- Caribu Marley, BOX, Shōgakukan (1991)
- Ōji Hiroi, Oritsuin kumomaru no shōgai (王立院雲丸の生涯), Shōgakukan (1991-1992)
- Buronson, Odyssey (オデッセイ – Odessei), Shōgakukan (1995-1996)
- Kindai Nihon bungaku meisaku-sen (近代日本文学名作選), Shōgakukan (1995-1997). Raccolta di adattamenti a fumetti da opere dei seguenti autori: Ryūnosuke Akutagawa, Ranpo Edogawa, Kan Kikuchi, Shūgorō Yamamoto, Kyōka Izumi. Ripubblicata in parte nel volume antologico intitolato Yuko (2010).
- Buronson, Strain (ストライン – Sutorain), Shōgakukan (1996-1998)
- Buronson, Heat (HEAT-灼熱- - Hīto shakunetsu), Shōgakukan (1999-2004)
- Buronson, Lord (覇-LORD- - Lōdo), Shōgakukan (2004-2011). Serie liberamente ispirata a  Il romanzo dei Tre Regni.
- Kazuo Koike, Shurayuki hime - gaiden (修羅雪姫・外伝| Lady Snowblood - side story), Koike Shoin (2009)
- Buronson,  Souru Rōdo dai 2 shō (ＳＯＵＬ 覇 第２章), Shōgakukan (2011-2013)
- Buronson, Rokumonsen rock (六文銭ロック), Shōgakukan (2014-2015)
- Wild & Beauty no egakikata (ワイルド&ビューティーの描き方 - Wairudo & byūtī no egakikata), Genkōsha (2016), artbook
- Buronson, Begin, Shōgakukan (2016)
- Riichiro Inagaki, Trillion Game, Shōgakukan (2020-in corso)